# Csaba Hegedűs
Csaba Hegedűs (* 5. dubna 1946 Sárvár, Maďarsko) je bývalý maďarský zápasník, reprezentant v zápase řecko-římském, trenér a sportovní funkcionář. Držitel zlaté medaile z olympijských her, z mistrovství světa a dvou z mistrovství Evropy.

## Biografie
Se zápasem začínal v klubu Szombathelyi AKÖV v roce 1957. V roce 1967 přešel do Budapesti Vasas SC, kde působil do roku 1978. V letech 1971, 1972, 1976 a 1978 vybojoval maďarský mistrovský titul, v roce 1971 v obou stylech, další již jen v klasickém stylu.
V roce 1968 se stal členem maďarského reprezentačního týmu. V roce 1971 se poprvé představil na mezinárodní scéně. Jednoznačným způsobem vybojoval titul mistra světa, když všech osm zápasů ukončil před časovým limitem. V roce 1972 vybojoval zlatou medaili na olympijských hrách v Mnichově.
V roce 1973 utrpěl vážná zranění při dopravní nehodě, kterou jako jediný přežil. Již v roce 1975 se vrátil na zápasnickou žíněnku a vybojoval čtvrté místo ve Světovém poháru. Na olympijských hrách v Montréalu v roce 1976 vypadl ve druhém kole poté, co s Američanem Chandlerem a Čechoslovákem Janotou prohrál na body. V témže roce vybojoval titul mistra Evropy. V roce 1977 startoval v kategorii do 90 kg, na mistrovství světa vybojoval čtvrté místo a na mistrovství Evropy zlatou medaili. V roce 1978 skončil na mistrovství světa 9. a na mistrovství Evropy 8. V následujícím roce ukončil aktivní sportovní kariéru.
V roce 1974 získal trenérskou licenci. V letech 1980 až 1989 byl reprezentačním trenérem maďarských klasiků. V roce 1989 byl zvolen místopředsedou Maďarské federace zápasu, od roku 1992 do roku 2015 pak zastával funkci předsedy.
Hegedűs je vystudovaný právník. Doktorát získal na univerzitě Loránda Eötvöse v roce 1979. Zápasu se věnoval také jeho bratr Miklós.
Jeho manželkou je herečka Mariann Sinkovitsová.